# Vitvingad stare
Vitvingad stare (Neocichla gutturalis) är en fågel i familjen starar inom ordningen tättingar.

## Utseende och läte
Vitvingad stare är en udda stare med grått huvud, ljust öga, svart haka och vita vingfläckar, därav namnet. Det vanligaste lätet är en serie med grälande raspiga ljud. Arten är mest lik flikstaren, men skiljer sig tydligt genom de vita vingfläckarna och det ljusa ögat.

## Utbredning och systematik
Vitvingad stare placeras som enda art i släktet Neocichla och delas in i två underarter med följande utbredning:
- Neocichla gutturalis gutturalis – förekommer i områden med brachystegiaväxter i inre sydvästra Angola och västra Zambia
- Neocichla gutturalis angusta – förekommer i östra Zambia till Tanzania och norra Malawi

## Levnadssätt
Vitvingad stare förekommer sällsynt i öppna miomboskogar. Där uppträder den vanligen i små flockar.

## Status och hot
Artens populationstrend är okänd, men utbredningsområdet är relativt stort. Internationella naturvårdsunionen IUCN anser inte att den är hotad och placerar den därför i kategorin livskraftig. Världspopulationen har inte uppskattats men den beskrivs som lokalt vanlig i västra Angola.